# 特二式内火艇
特二式内火艇 カミ車（とくにしきないかてい カミしゃ）は日本海軍（海軍陸戦隊）の水陸両用戦車。1942年（昭和17年/皇紀2602年）に制式採用された。水陸両用戦車としては成功作で、上陸作戦に使われることは少なく生産数も限られていたが、設計自体は当時の最高水準だったとされる。1945年（昭和20年）までに184両が製造された。

## 開発経緯

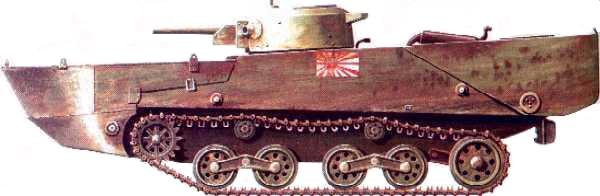
特二式内火艇のカラー側面図

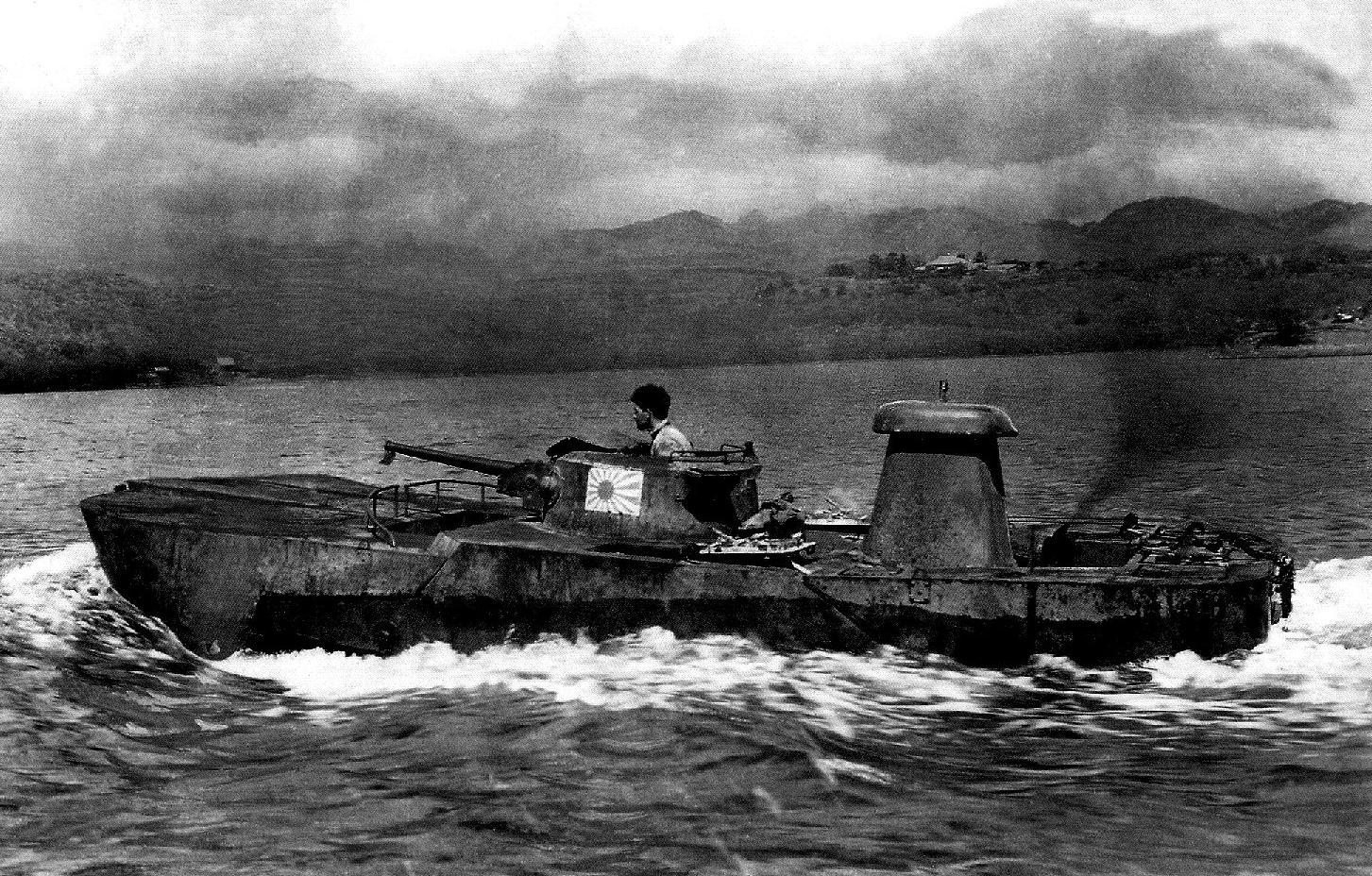
アメリカ軍により鹵獲され、航走試験中の車輌（1945年）。

1941年（昭和16年）、日米開戦に際して、日本海軍では南方諸島での陸戦が課題となった。海軍の地上戦部隊である海軍陸戦隊は、それまで八九式中戦車や九五式軽戦車等の陸軍制式戦車、及び独自に輸入したヴィッカース・クロスレイ装甲車、カーデン・ロイド豆戦車等を使用していたが、数が少なく大きな戦力ではなかった。そこで、南方諸島での逆上陸作戦に使える水陸両用戦車が要望されたのである。
いっぽう日本陸軍では、量産こそ行われていなかったが、昭和初期から水陸両用装甲車/戦車の研究・試作が行われていた。
そこで海軍では陸軍技術本部の協力を仰いで開発を依頼し、新しく海軍式の水陸両用戦車を製作することとした。ベースとなったのは、海軍でも教育用として少数保有していた九五式軽戦車で、エンジン、ギアシャフト、電気系統などは流用された。製造は三菱重工業の東京機器製作所が担当した。
1941年中に試作車が完成し、10月には静岡県の浜名湖を縦断する水上航行試験に成功、実用試験でも優秀な成績を収めて、翌1942年に“特二式内火艇 カミ車”として制式化された。公式にはフロート装着時を特二式内火艇と称し（艦船名簿にも記載されて“隻”で数えられる）、フロートを切り離した状態を特二式戦車と称する。名称については、製造所での仮名称である「特二」をそのまま使用したとする説と、数字については昭和以降の兵器の呼称様式に従い皇紀を示すとする説がある。「カミ車」は秘匿のための名称で、開発の中心となった陸軍技術本部の上西甚蔵技師に由来する。

## 設計

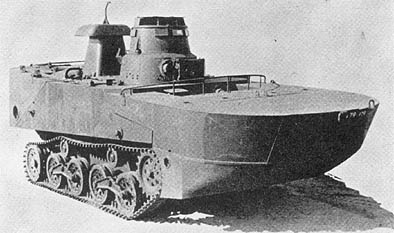
フロート、展望塔、通風塔を装着した特二式。

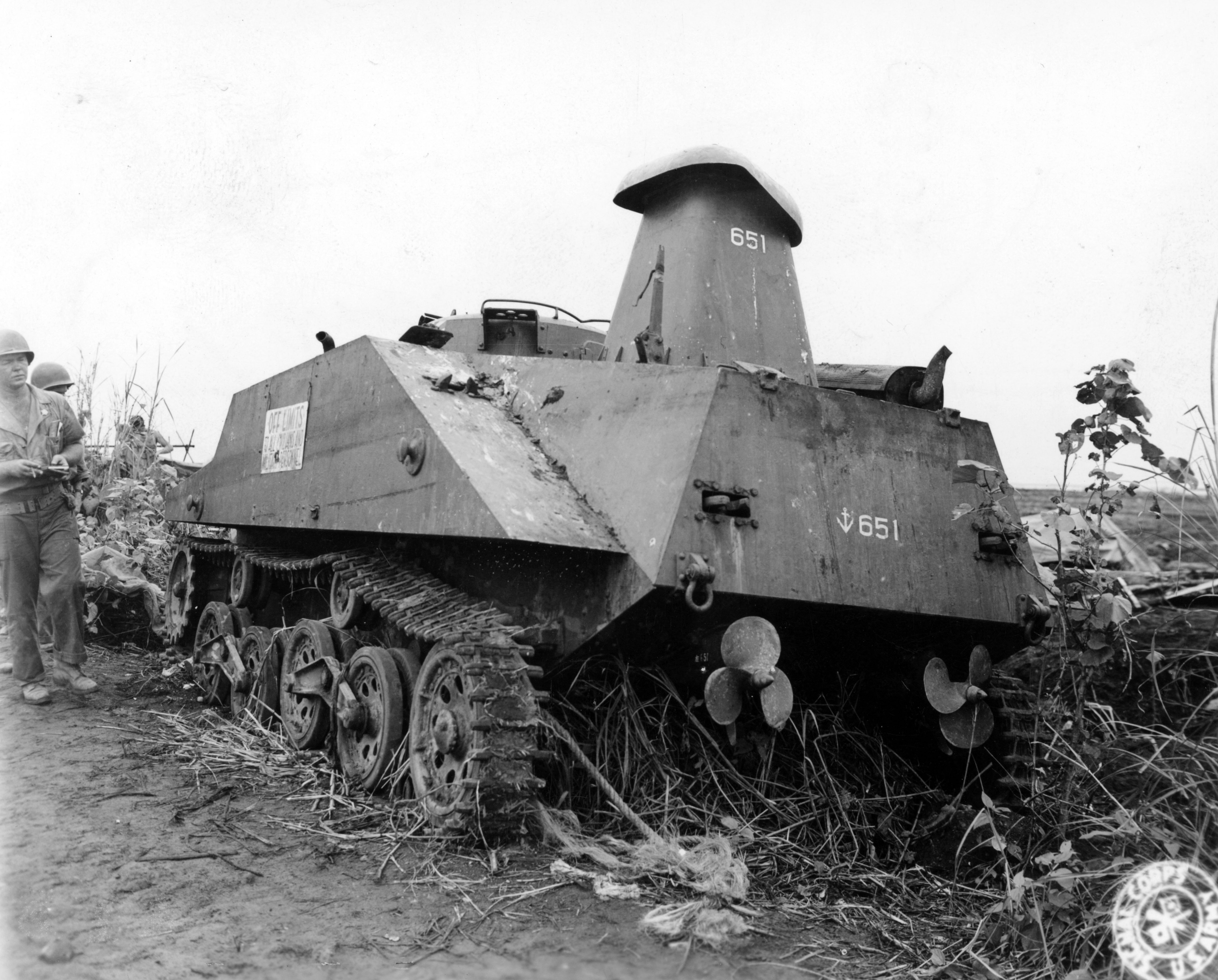
レイテ島オルモック湾近くで擱座した特二式。車体下部にスクリュープロペラが見える。スクリューの上にある蟹バサミ様の部品はフロートの固定具で、車内から操作してフロートを切り離すことができた。

本車最大の特徴は、潜水艦での輸送を考慮している点である。これは陸軍の発動艇（揚陸艇）に頼らず揚陸するためであった。輸送にあたっては、あらかじめエンジンと電気装置を外して潜水艦内に収納し、車体を潜水艦上に固定して潜航輸送する。揚陸地点で潜水艦が浮上した後は、30分かけて車内から海水を排除し、外していたエンジンや電気部品の取付などを行った後、海上に発進するという手順であった。もっとも、組立てに時間がかかるため潜水艦輸送は結局行われず、一等輸送艦または二等輸送艦によって運ばれた。
水上航行時には砲塔上部に展望塔、機関部に通風塔を取り付け、車体前後に取り付けたフロート（浮き）によって浮力を得て、後部に付けられた2軸のスクリュープロペラによって推進する。操舵は後部フロートに取り付けられた2枚の舵によって行い、車長が担当した。航行中は砲や機銃の射撃はできなかった。上陸後はフロートとスクリュープロペラは切り離され、展望塔や換気塔も外された。

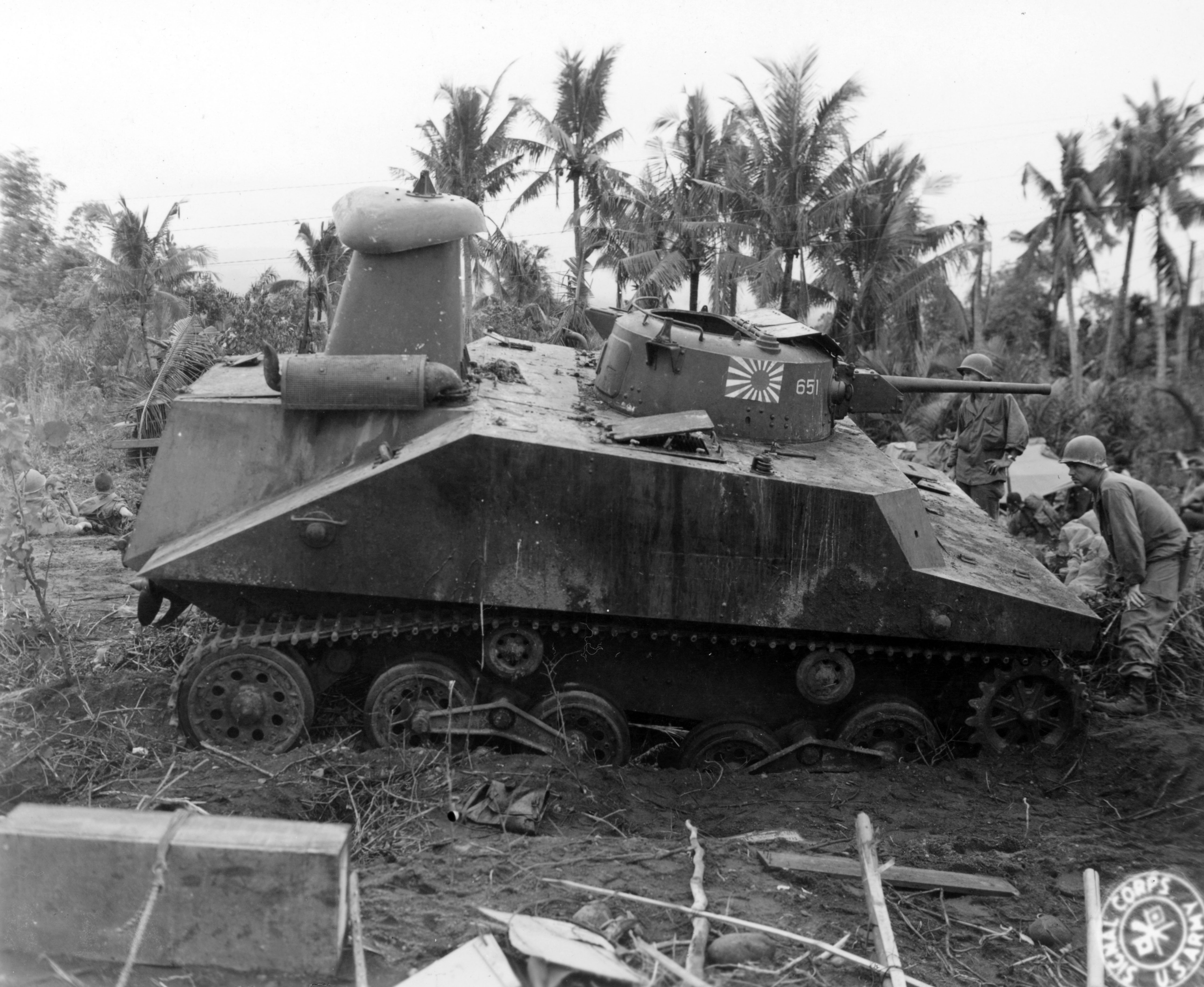
レイテ島オルモック湾近くで擱座した特二式。車体上面の水密ハッチ、九五式から配置が変わった排気管などが見て取れる。

### 車体
車体は九五式軽戦車よりもやや横幅が大きく、角ばった形状であった。全面的に溶接構造を採用し、ハッチ部分にはゴムシールを装備するなど、水密化を図っていた。とくに装甲板の水密性には、三菱重工でも非常に苦心したと伝えられる。車内は前部に操縦室兼兵員室、中央に戦闘室、その後ろに機関室が配置されていた。車体上面の砲塔左右には乗員乗り込み用の水密ハッチがあり、グリル付きの通風口も兼ねていた。車体側面には突起があり、これは輸送時にロープで固定するための取付金具であった。
乗員は6名で、車長・装填手・操縦手・前方機銃手・ほか2名（装備脱着等の要員）で構成される。乗員配置は、車長と装填手が戦闘室、それ以外が操縦室兼兵員室である。
エンジンは九五式と同じ110馬力の三菱A6 120VDe空冷直列6気筒ディーゼルで、燃料タンクと共に車体後部に搭載されている。機関室と戦闘室の間には隔壁がなく、一体化していたために車内は熱や騒音がひどかったが、簡単な修理が車内で可能という利点もあった。車体上部には吸気口があり、水上航行時には通風塔を取り付ける。九五式では車体の右後部にあった排気管と消音器は、後部フロートを避けるため車体上面の吸気口右横に設けられた。最高速度は、陸上で時速37キロメートル、水上で時速9.5キロメートルであった。燃料は約200リットルを搭載し、航続距離は陸上で320キロメートル、水上で140キロメートルである。
足回りも九五式の部品を流用したが、サスペンションは防水と防弾を考慮して車内に移され、後部誘導輪は接地式に変更されたほか、転輪や動輪も新設計である。サスペンションは日本戦車で一般的な水平式圧縮コイルスプリング式、履帯は幅300ミリのセンターガイド式で、耐摩耗性を強化したマンガン鋼の精密鋳造であった。

### 砲塔

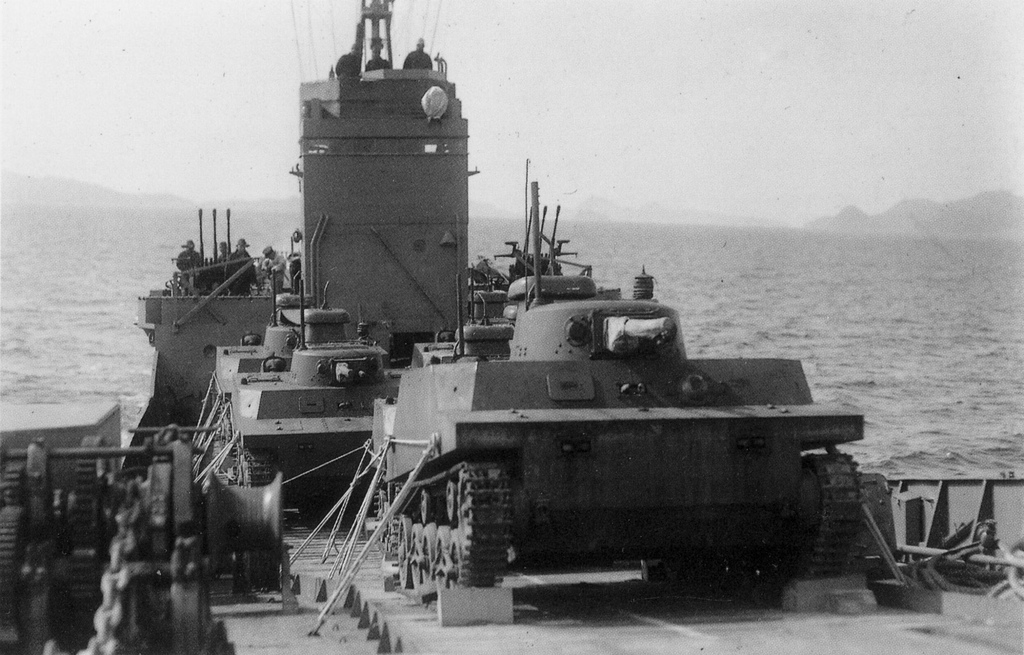
二等輸送艦「第149号」で輸送試験中の特二式（1944年3月）。砲塔上部に見える棒状のものが信号灯である。展望塔はないが、機関室上部に高射托架付きの通風塔が取り付けられている。

新規開発された砲塔は円筒形で、基本設計を九八式軽戦車から流用して設計された。砲塔正面（防盾外側）左右には、スライド蓋の付いた防弾ガラス入りの筒状展望器があった。砲塔上面にはハッチがあり、その右側には夜間や無線封鎖時などに連絡を取るための棒状の信号灯を取り付けることができた。これは電球の入った赤・橙・緑の色ガラス管で、車内から点灯・明滅させることができた。また、ハッチ左側には無線の空中線（アンテナ）用の基部があった。水上航行時には上部に視察窓付きの展望塔を取り付けた。

### 武装
主砲には一式三十七粍戦車砲を搭載したが、戦後のアメリカ軍の調査レポートでは他に九四式三十七粍戦車砲を使用していたとの記述もみられるほか、九八式三十七粍戦車砲を搭載したとする資料もある。副武装としては、日本戦車としては珍しい主砲双連（同軸）機関銃として九七式車載重機関銃（連装用）を装備したほか、車体前方左側にも車体銃として九七式車載重機関銃を装備していた。搭載弾薬数は、主砲弾が132発、機銃弾が4,080発であった。
車体前方の切り欠き、砲塔側面、砲塔後方（連絡窓）の視察口や連絡扉にはガンポートがあった。また、砲塔上部に高射托架（機銃架）がある車輌もあり、対空用機銃を懸架可能だったが、展望塔をつけるときには、機銃を車内にしまい、高射托架だけを残していた。このほか、通風塔上部に高射托架がある車両も確認されている。
このほか、公文書で触れられた搭載兵装として、館山海軍砲術学校研究部作成「陸戦兵器要目表」特二式内火艇の項中に「要スレバ二式魚雷二本ヲ搭載スルコトモ可能」との記述がある。ただし戦史叢書や、特四式内火艇（後に登場した、魚雷搭載可能な内火艇）の開発に携わった堀元美、陸軍の戦車開発を主導した原乙未生、本車を装備した伊東戦車隊隊員の遺児である福田清治、そのほか高橋昇、橘哲嗣、田中義夫、吉川和篤などの著書には、魚雷搭載という記述はまったく見られない。

### フロート

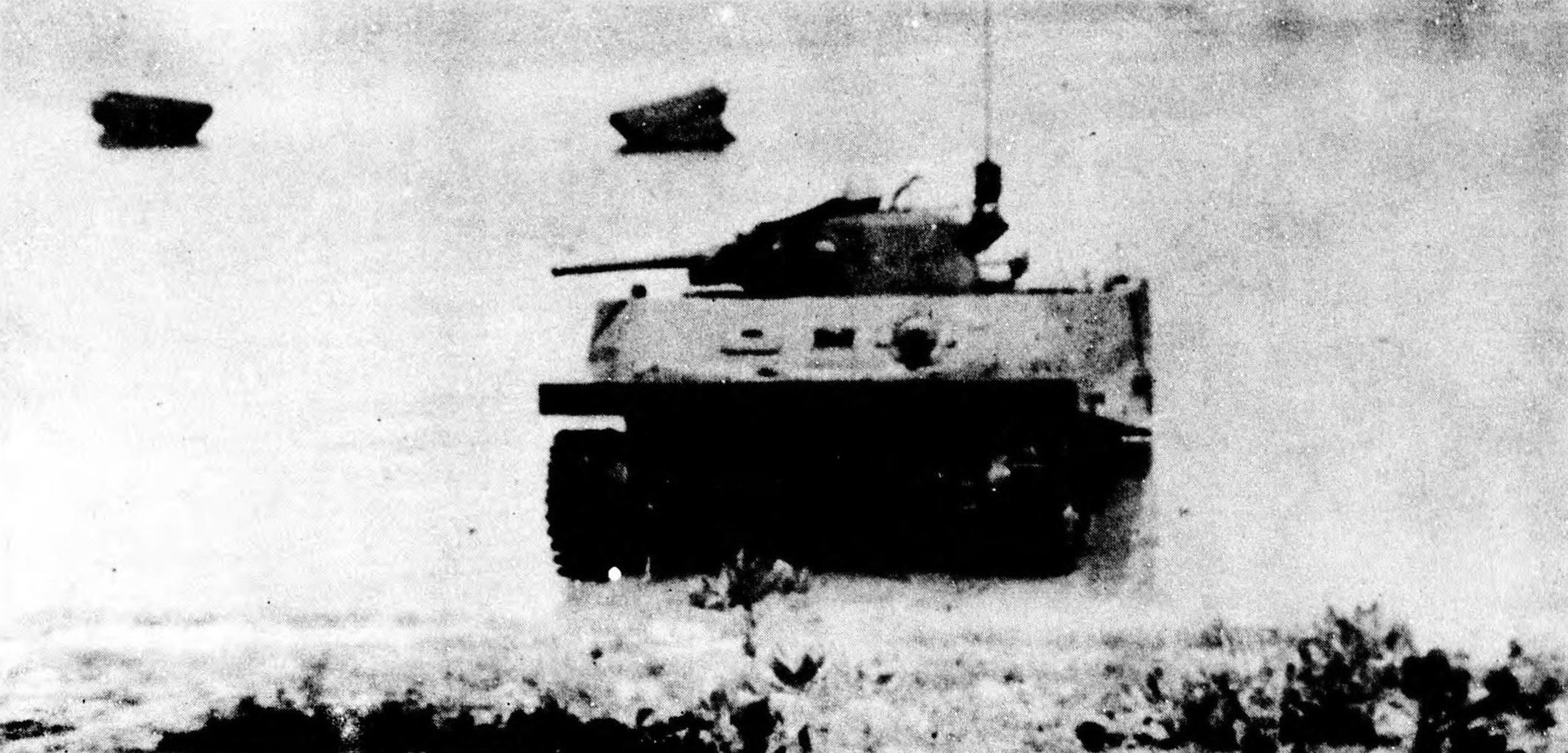
浜辺に上陸する特二式。切り離したフロートが後方の水面上に見える。取扱説明書掲載写真。

本車の特徴である着脱式のフロート（浮き）は厚さ3ミリの普通鋼板製で、被弾に備えて内部は区画化されていた。車体との取付は、フロート側の部品を車体側にある蟹バサミ状のフックで固定する形で行われ、車内からハンドル操作でフックを開放することで固定を解除して切り離すことができる。一度切り離したフロートの再装着には手間がかかるが、本車は上陸を目的としていたため、再装着は考慮されていなかった。フロートは波浪のある海面を航行するためのものであり、静水（平水）面ではフロートを切り離して車体自体の浮力で行動することが想定されていた。なお、この状態での車体の乾舷は約50 cmである。後部フロートには水上航行時用の舵があり、フロートを付けて地上走行時する場合は舵を上方に引き上げることができた。
本車の前期型では、前部フロートは3か所で車体に固定する一体式であったが、後期型では固定が2か所となり、フロート自体も左右分割式のものが一部で使用された。また後期型フロートには上部に手すりも取り付けられていた。

## 配備と実戦
本車は8両（57名）で1個中隊を編成し、中隊は2両からなる小隊4個で構成されていた。搭乗員の訓練は、当初千葉県館山の海軍砲術学校で開始されたが、1943年（昭和18年）9月に広島県呉の沖合にある情島という小島に訓練基地（Q基地）が開設され、以後はそちらで行われている。さらに1944年（昭和19年）4月には隊員が増強されてQ基地では手狭となったため、近隣にある倉橋島の大迫基地（第六艦隊所属）にて訓練を行うようになった。なお、訓練は地元島民にも秘密で行われたため、訓練中の本車を見た島民が敵軍の上陸と誤認し、みな山に逃げたという逸話がある。
配備先は、青森（大湊警備隊）、北千島（部隊不詳）、クェゼリン（第六根拠地隊）、ラバウル（第八艦隊付属、6両）、トラック（第四艦隊付属、6両）、サイパン（第五根拠地隊、10両）、ビアク（第二十八根拠地隊、14両送られたが輸送失敗）、パラオ（第三十根拠地隊、ビアク行き輸送艦から脱出した残存車輛）、マニラ（第三南遣艦隊付属）など。
初の実戦となったのは、1944年（昭和19年）1月から2月にかけてのクェゼリンの戦いであった。クェゼリン環礁の守備に当たっていた第六根拠地隊第六十一警備隊に本車が配備されており、撃破・鹵獲後に米軍が撮影した複数の写真が残っている。なお、米軍側では初の実戦となるLVT-A水陸両用軽戦車、M5A1スチュアート軽戦車、潜水渡渉用のシュノーケルを装備したM4シャーマン中戦車などが投入されている。

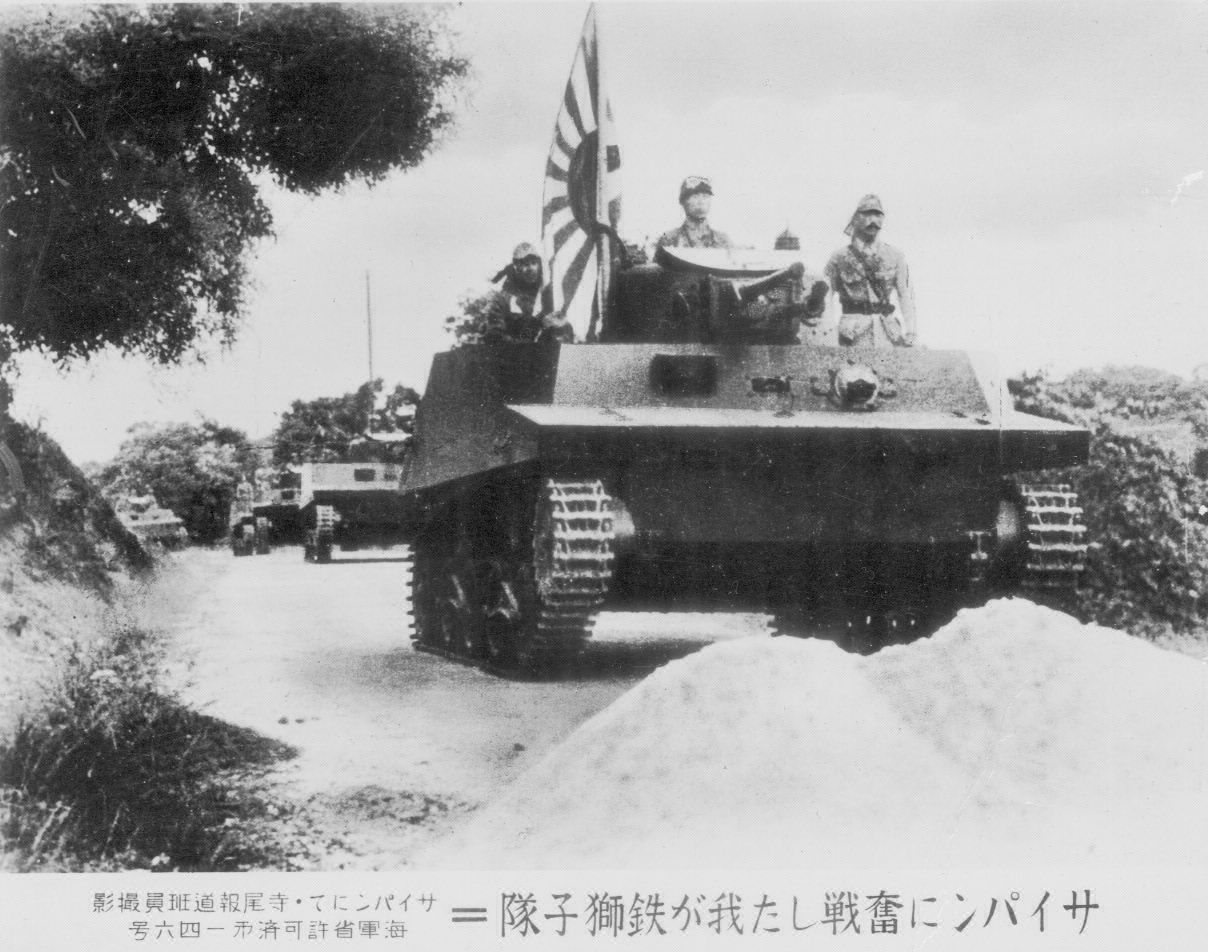
サイパンの特二式。

1944年6月から7月のかけてのサイパンの戦いでは、第五根拠地隊に10両が配備されていた。これらは戦況切迫に伴い、1944年4月に内地から戦車隊員87名とともに緊急輸送されたものであった。本車は敵の艦砲射撃によって大きな損害を受けたが、7月7日に決行された守備隊最後の総攻撃においては残存していた5両が先頭に立ち、敵の第27歩兵師団の兵を一時パニックに陥れたものの、やがて反撃を受けて全滅したとされる。上陸作戦ではないためフロートは未装着であったが、プロペラスクリューは装着している。
パラオでは、1944年5月に本車を積んだビアク行きの第百五十号特設輸送艦が途中寄港しようとしたところで触雷、艦から脱出した7両が上陸した。これらはいったん第三十潜水基地隊に仮配属された後、第三十根拠地隊に正式に配属された。パラオには米軍の上陸はなく、近隣のペリリューへの逆上陸に本車を使用することが企図されたものの、実現することはなかった。ただ、詳細の記載はないが実戦に参加したとする資料もある。
フィリピンのレイテ島の戦いでも使用された。この戦いは特二式の全力投入ともいえるもので、海軍陸戦隊の切り札として伊東徳夫大尉率いる水陸両用戦車隊（特二式38両のほか、特四式内火艇や噴進砲を含む大隊規模）がまずマニラまで送られたが、潜水艦や艦載機の攻撃により半数以上が輸送途中に喪われた。
台湾沖航空戦の戦果を鵜呑みにした大本営はレイテ島を決戦地と捉え、多号作戦と呼ばれる強行輸送を1944年（昭和19年）10月下旬から繰り返し行った。12月7日にレイテ島を巡る戦いの事実上の終結点ともいえるアメリカ軍のオルモック湾上陸作戦が行われたが、その直後、12月11日の夜間にはマニラからの第九次船団のうち、二等輸送艦2隻（百四十号、百五十九号）が駆逐艦「夕月」・「桐」の護衛の下、伊東大尉以下400名の陸戦隊員と本車10両、噴進砲26門、弾薬や糧食、支援のための陸軍船舶工兵などを搭載してオルモック湾に到着した。
第百五十九号輸送艦は、アメリカ軍から激しい砲撃を受けながらも上陸地点まで突入し擱座、搭載していた内火艇や隊員を上陸させたが、最終的に大破炎上している。いっぽう第百四十号輸送艦は、軍艦旗の代わりに星条旗に似たものを掲げるという策をとりつつ、上陸地点沖1,000メートル地点に留まり内火艇や浮舟を発進させたが、こちらは旗のためか上陸中に砲撃を受けることはなかった。洋上でも駆逐艦隊同士の交戦が行われたものの、大破した百五十九号を除く3隻は離脱することができた（ただし「夕月」は帰路に空襲で撃沈されている）。

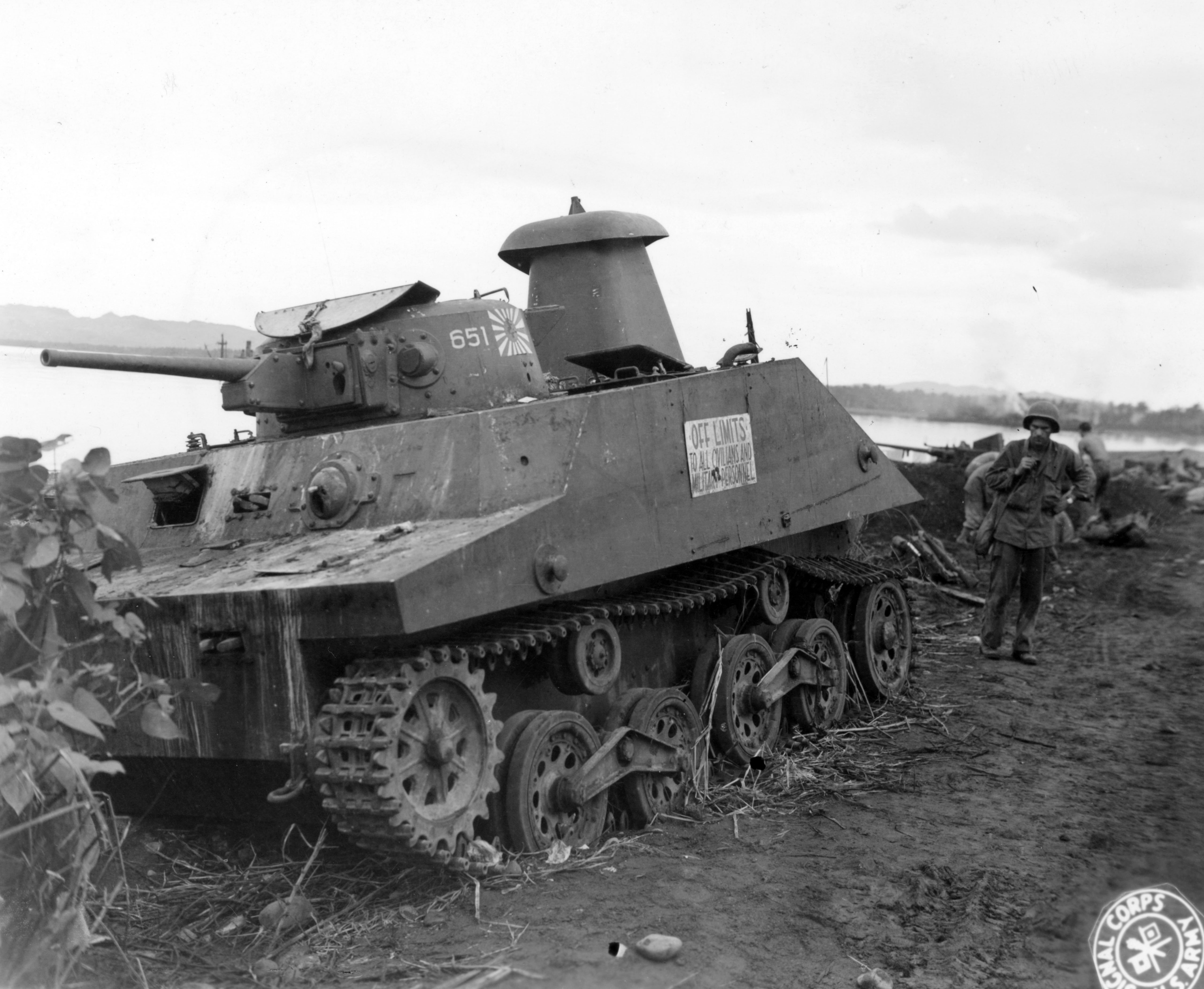
オルモックでアメリカ軍に鹵獲された特二式。

結果として、陸戦隊員400名と本車10両の全てと、噴進砲26門中21門が上陸に成功した。上陸地点はオルモック桟橋の西約2キロ、オルモックとイビルの中間にあるリナオ海岸であった。しかしながら、その後の海岸付近での戦闘により、本車はすべて撃破されている。この戦闘では、少なくとも1両の本車が損傷の少ない状態でアメリカ軍に鹵獲されており、複数の写真が残されている。
その後伊東部隊は、12月13日に陸軍の今堀部隊（第二十六師団歩兵第十二連隊基幹。第二次多号作戦でオルモックに上陸していた）の残存部隊と連絡を取ることに成功し、オルモック北西方面へ進出するよう連絡を受けたが、アメリカ軍に遮られ合流はできなかった。やむなく北にあるバレンシア飛行場にいた海軍部隊と連絡を取ろうとするも失敗し、12月下旬にはオルモックの北西にあった海岸の町パロンポン付近に追い詰められ、壊滅した。400名の隊員に生還者はいなかった。
このほか、硫黄島で実戦で使われたとする資料がある。

## 現存車輛

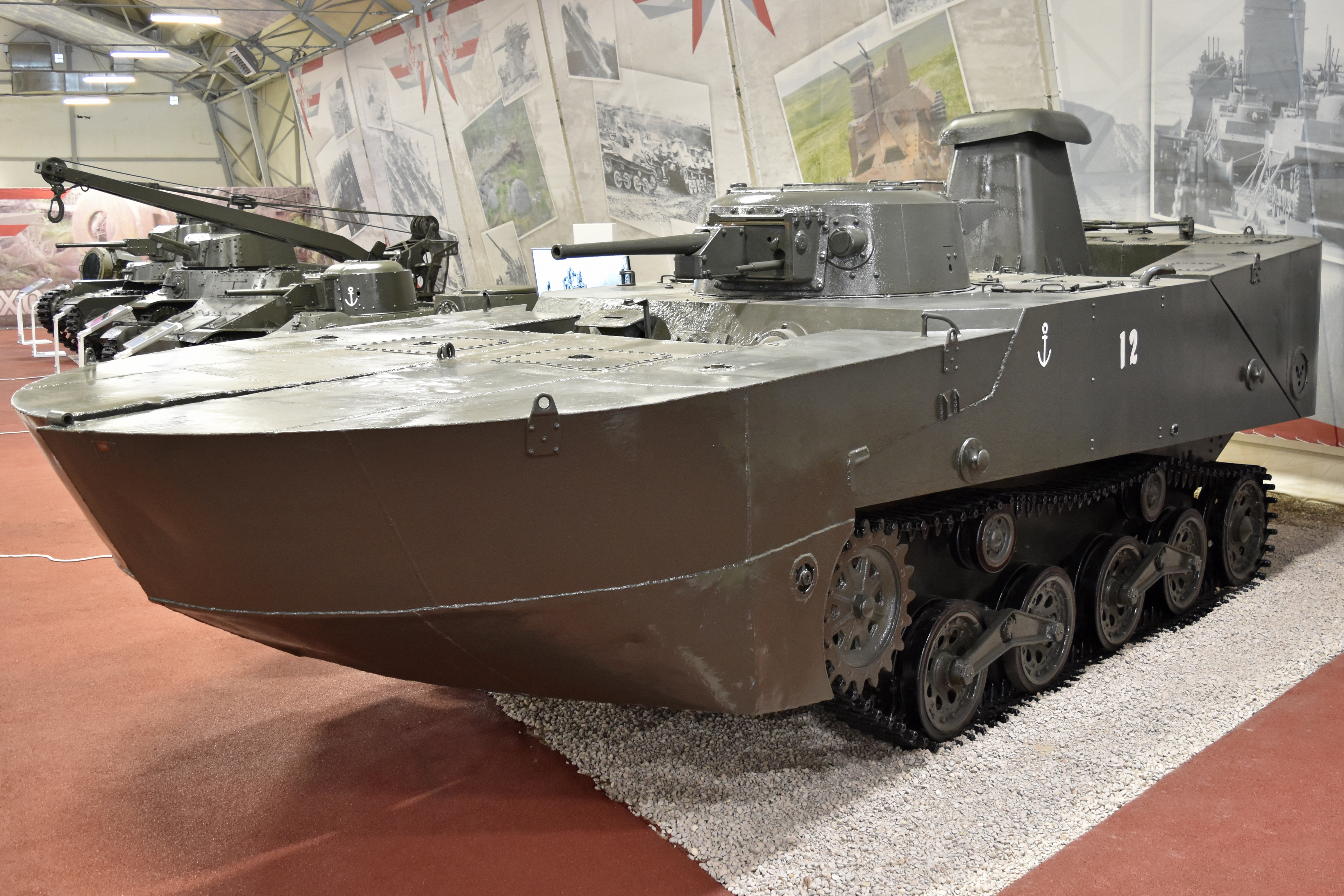
クビンカ戦車博物館の特二式内火艇（2017年）
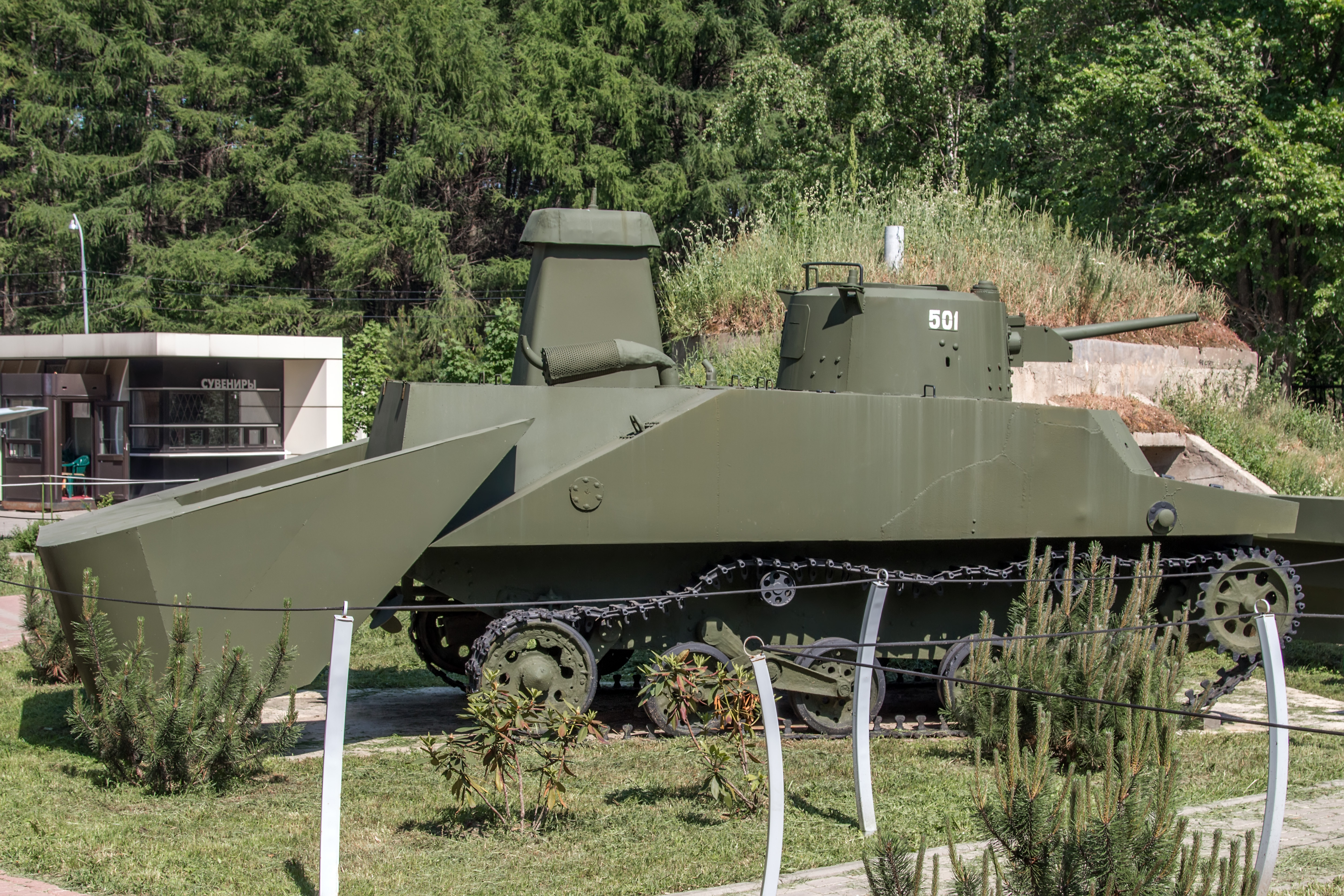
大祖国戦争中央博物館の特二式内火艇
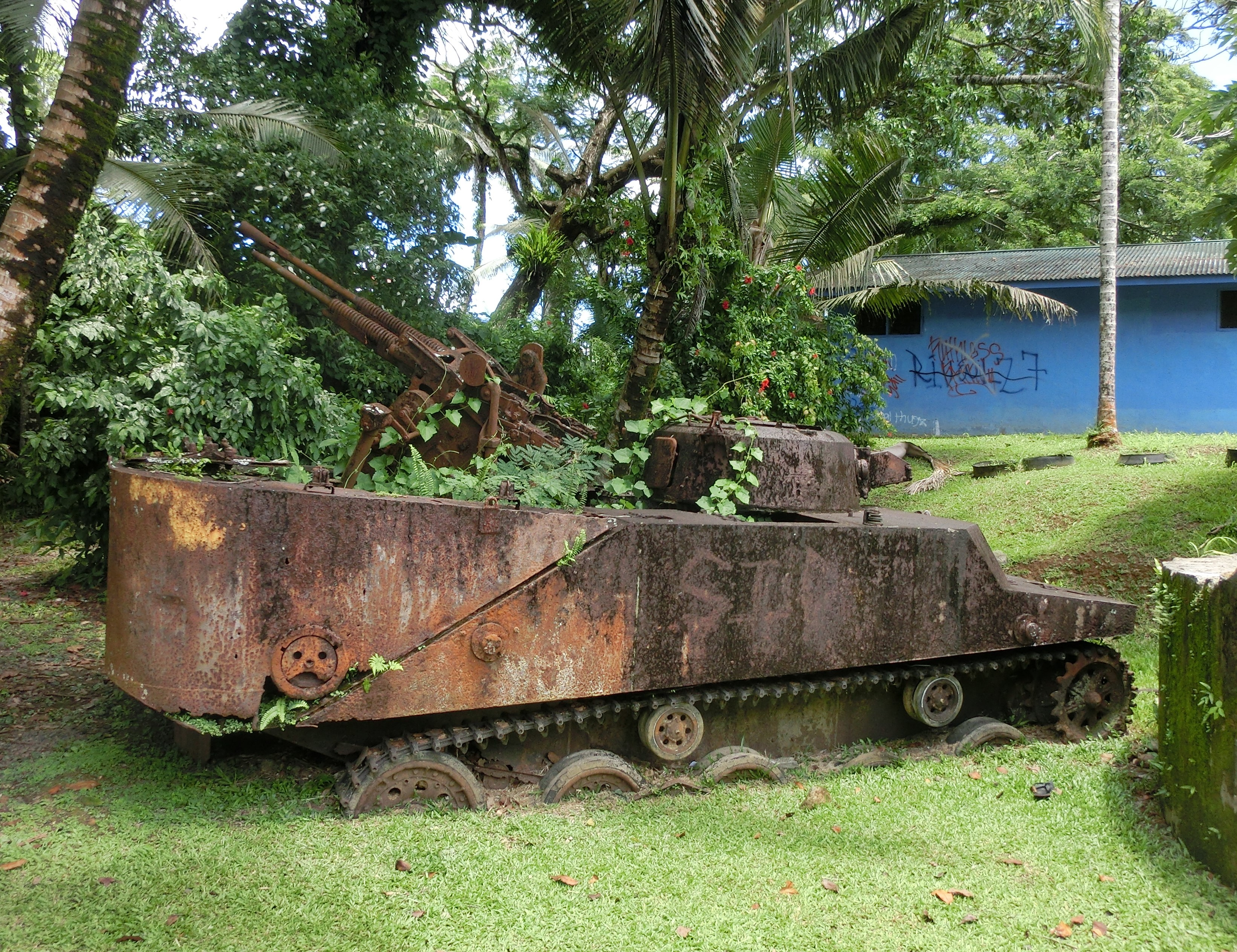
コロール島アサヒスタジアムそばの特二式内火艇（2013年）
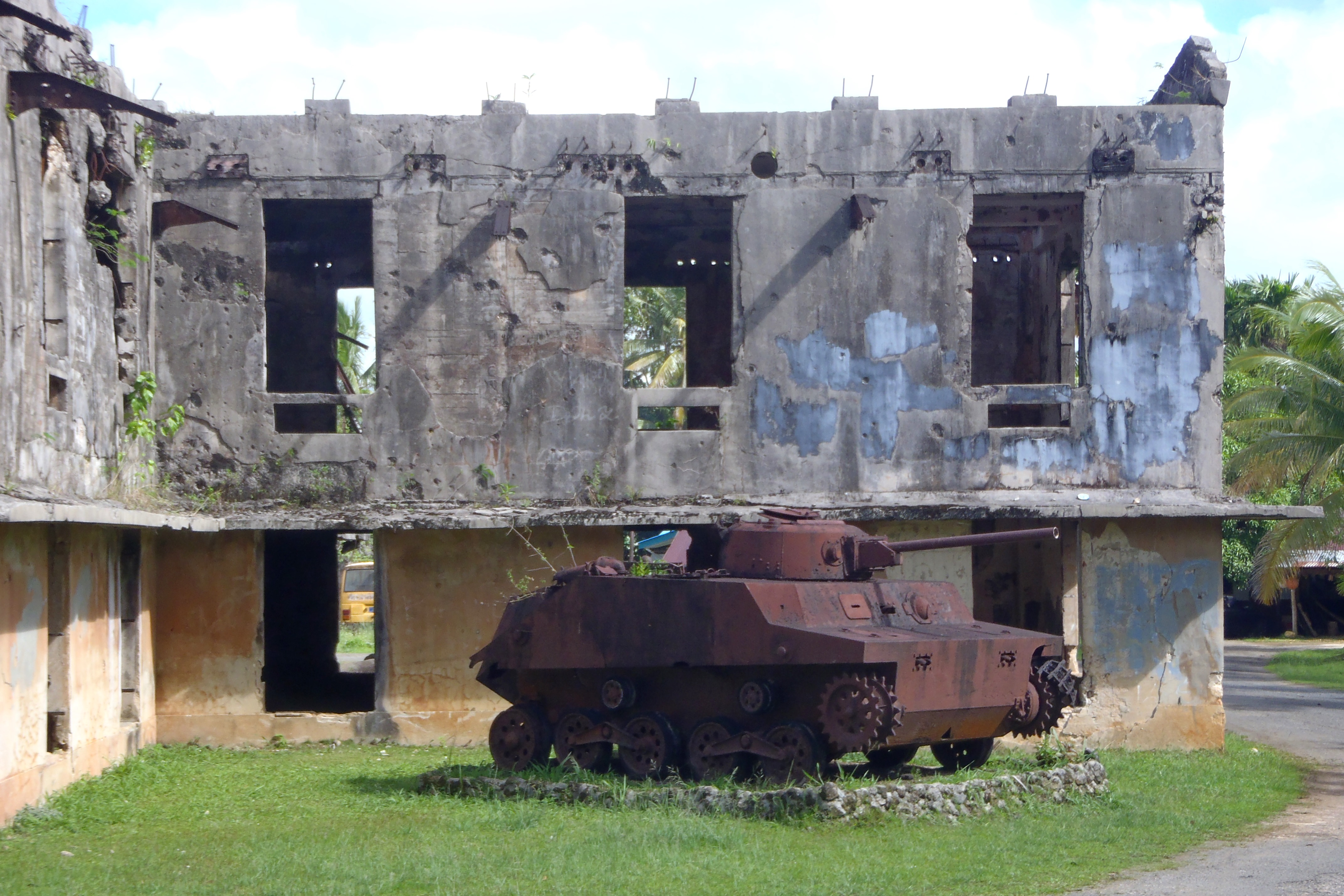
バベルダオブ島の特二式内火艇（2012年）

北千島に配備されていてソ連軍に鹵獲された車輌が、ロシアにあるクビンカ戦車博物館に展示されているほか、モスクワの大祖国戦争中央博物館にもフロートが外れた状態の特二式内火艇が展示されている。パラオのコロールにある野球場『アサヒスタジアム』の裏手には、本車輛が朽ち果てたまま放置されている。雨ざらしのためさび付いているが、特に制限はなく自由に見学が可能。またバベルダオブ島では日本海軍通信隊が使っていた建物を利用した屋外博物館にも展示されている。

## 類似車両
各国にも水陸両用戦車は各種存在するが、そのなかでもアメリカのM19浮航装置（試作名称はT6浮航装置）は、特二式内火艇と同様に戦車にフロートを取り付けるというもので、発想も目的も同じ「アメリカ版特二式内火艇」とする資料もある。沖縄戦で初投入され、おおむね揚陸に成功したものの、大きすぎて揚陸艦からの発進に手間取る、サンゴ礁にぶつかった際につかえて前進できないといった欠点が指摘され、それが最初で最後の実戦経験となった。

## 登場作品
アニメ・漫画
『ガールズ&パンツァー 最終章』
知波単学園の戦車として登場。
ゲーム
『War Thunder』
日本の陸軍ツリーにフロートのないものがランクI軽戦車「特二式内火艇 Ka-Mi」として登場。
『艦隊これくしょん -艦これ-』
潜水艦および一部水上艦艇に搭載できる陸上兵器として登場。
『バトルフィールドV』
日本軍の水陸両用戦車として登場。